# پرسه، کبک
پرسه (به فرانسوی: Percé) شهرکی در منطقه شهری لو روشه-پرسه ناحیه گاسپزی-ایل-دو-لا-مادلن در استان کبک کانادا است. در سرشماری سال ۲۰۱۱ این شهرک ۳٬۴۹۵ نفر جمعیت داشته‌است و مساحت آن ۴۲۷٫۹۴ کیلومتر مربع است.